# Hermann Sandkämper
Hermann Sandkämper (* 11. Januar 1930 in Gellenbeck, Kreis Iburg) ist ein deutscher Politiker (CDU) und ehemaliges Mitglied des Niedersächsischen Landtages.

## Leben
Nach dem Besuch der Volksschule in Gellenbeck, das seit 1932 zum Landkreis Osnabrück und seit 1972 zur Gemeinde Hagen am Teutoburger Wald gehört, absolvierte Hermann Sandkämper eine Ausbildung zum Betriebselektriker. Er absolvierte eine Betriebsfachschule und schloss sie als Betriebstechniker ab. In den Jahren 1944 bis 1986 war er Technischer Angestellter im Klöckner-Hüttenwerk in Georgsmarienhütte. Dort war er 25 Jahre Mitglied des Betriebsrates, ab dem Jahr 1973 als dessen stellvertretender Vorsitzender. Sandkämper trat 1956 in die CDU und die Junge Union ein und wurde CDU-Vorstandsmitglied auf Stadt-, Kreis- und Bezirksebene. Ab 1964 war er CDU-Kreisvorsitzender von Osnabrück-Land. Zudem wirkte er in der Christlich-Demokratischen Arbeitnehmerschaft als Kreis- und Bezirksvorsitzender und er übernahm den Aufsichtsratsvorsitz in der Sozialen Wohnungsbaugenossenschaft in Osnabrück. Für sein Wirken wurde ihm das Verdienstkreuz am Bande des Verdienstordens der Bundesrepublik Deutschland überreicht.
Vom 6. Juni 1967 bis 20. Juni 1990 war er Mitglied des Niedersächsischen Landtages der 6. bis 11. Wahlperiode für den Landtagswahlkreis Georgsmarienhütte.
Seit 1953 ist er Hermann Sandkämper mit Anneliese Sandkämper, geborene Bredol, verheiratet. Das Paar hat acht Kinder.